# Kęstutis Masiulis
Kęstutis Masiulis (ur. 23 marca 1957 w Kielmach) – litewski fizyk, wykładowca nauk humanistycznych, samorządowiec i polityk, poseł na Sejm Republiki Litewskiej.

## Życiorys

### Wykształcenie i praca zawodowa
Jako uczeń był laureatem ogólnokrajowej olimpiady fizycznej. Podjął studia z dziedziny fizyki teoretycznej na Uniwersytecie Wileńskim, po ich zakończeniu w 1980 zaproponowano mu etat pracownika naukowego na tej uczelni. W 1986 podjął studia podyplomowe w instytucie filozofii, socjologii i prawa Akademii Nauk Litewskiej SRR.
Był inicjatorem powstania klubu dyskusyjnego młodych naukowców w ramach Akademii Nauk Litewskiej SRR, który stał się miejscem spotkań zwolenników reform politycznych na Litwie. W 1989 obronił pracę kandydacką na temat podstaw filozoficznych litewskiej matematyki i fizyki (pt. Fizikos ir matematikos mokslų filosofinės problemos Lietuvoje 1920–1940), a cztery lata później uzyskał stopień naukowy doktora. Po 1990 brał udział w licznych stażach naukowych poza granicami kraju. Zajmował się głównie politologią, filozofią oraz sprawami bezpieczeństwa. W latach 1997–2000 prowadził wykłady dla studentów nauk politycznych i stosunków międzynarodowych Uniwersytetu Wileńskiego.
W 1999 rozpoczął pracę jako doradca dyrektora generalnego departamentu bezpieczeństwa państwowego, później doradzał premierom w sprawach strategicznych. W 2000 został dziekanem wydziału administracji Litewskiego Uniwersytetu Prawniczego, a w 2005 kierownikiem katedry administracji publicznej na tym uniwersytecie. Objął na tej uczelni stanowisko profesora. Wraz z profesorem Vladislavasem Domarkasem zajął się redagowaniem czasopisma naukowego „Viešoji politika ir administravimas”.

### Działalność polityczna
W wyborach samorządowych w 2002 uzyskał mandat radnego miasta Wilna. Po utworzeniu centroprawicowej koalicji w maju 2003 wybrano go na wiceburmistrza stolicy – urząd pełnił do 2005, odchodząc po odmowie złożenia urzędu burmistrza przez Artūrasa Zuokasa w związku z ujawnieniem afery korupcyjnej z jego udziałem. W 2006 wygrał dwie sprawy sądowe przeciwko Artūrasowi Zuokasowi. Rok później ponownie dostał się do rady miejskiej, gdzie od 2003 do 2008 kierował frakcją konserwatystów.
W 1991 wstąpił do Litewskiego Związku Liberałów, którego członkiem pozostał do 1996. Przez kilka lat bezpartyjny, w 2003 przyjął legitymację Związku Ojczyzny. Na przełomie lipca i sierpnia 2004 formalnie sprawował przez kilkanaście dni mandat poselski z listy TS (po wyborze Vytautasa Landsbergisa do Parlamentu Europejskiego i rezygnacji Audroniusa Ažubalisa), rezygnując jednak z zasiadania w parlamencie.
Kandydował następnie w wyborach parlamentarnych w 2008, uzyskując mandat posła na Sejm w rodzinnym okręgu Kielmy. W 2012, 2016 i 2020 był wybierany na kolejne kadencje.

## Odznaczenia
- Medal Rady Bałtyckiej – 2022[6]